# Miguel Saavedra
General Miguel Saavedra fue un militar mexicano  que participó en la Revolución mexicana.

## Trayectoria
Formó parte del reducido grupo con que Francisco Villa penetró el país en marzo de 1913. Fue el primer jefe de la artillería villista y ejerció dicho puesto con el grado de capitán.
En septiembre de ese año participó en los ataques a la plaza de Torreón.
En 1914, tomó parte en las principales acciones de armas de la División del Norte con el grado de mayor, destacándose en la toma de Zacatecas.
Ante la escisión revolucionaria permaneció dentro de las filas villistas.
En enero de 1915 fue ascendido a general; luego intervino en los combates de Ramos Arizpe, bajo las órdenes del general Felipe Ángeles.
En abril de 1917 participó en el asalto de la ciudad de Chihuahua, pero cayó prisionero.
Murió ahorcado por órdenes de Francisco Murguía el 2 de abril de 1917.